# Németh Ferenc (labdarúgó, 1934)
Németh Ferenc (Lakihegy, 1934. április 14. – Halásztelek, 1997. december 2.) labdarúgó, edző.

## Pályafutása
Németh, 15 évesen a  Magyar Posztó SE-nél kezdte pályafutását.ahonnan, az akkor még helyi csapatként működő Halásztelek KSK-ba került. Tizennyolc évesen katonának vonult és a katonai csapat, a Honvéd-Táncsics SE játékosa lett. Itt fedezte fel az akkori NB1-es Csepel SC csapata. 1956-tól a Csepelen játszott, mellyel 1959-ben bajnok lett. A bajnokcsapatok Európa-kupájában a Fenerbahçe SK ellen a 34. percben gólt szerzett.
1961-től az Erzsébeti SMTK, Autóbusz SE, Budafoki MTE és a Halásztelek KSK játékosa lett. Halásztelken 1968-tól játékos/edzőként 1993-ig eredményesen dolgozott. 1997-ben újra felkérték a csapat vezetésére, melyet el is vállalt, viszont  1997. december 2-án hirtelen halált halt.
Fia, Németh Ferenc ugyancsak labdarúgóként a Csepel SC-nél és Halásztelek FC-nél játszott ahol edzőként is dolgozott. Unokája, Németh Gábor korosztályos válogatottként a nemzeti csapatban is bemutatkozott, jelenleg a Csepel SC játékosa.

## Németh Ferenc Sportcentrum
2010. júniusában lett a helyi sporttelep Németh Ferenc Sportcentrumnak keresztelve.
A sportcentrum 2 labdarúgópályát és egy kiszolgáló épületet foglal magában.

## Németh Ferenc ifijúsági torna
2007 óta minden évben megrendezésre kerül a Németh Ferencről elnevezett, országos hírű utánpótlás labdarúgó torna Halásztelken.